# زاتوئیچی (فیلم ۲۰۰۳)
زاتوئیچی (ژاپنی: 座頭市 Zatōichi) فیلمی ژاپنی در ژانر جیدایگکی و اکشن به کارگردانی تاکشی کیتانو است که در سال ۲۰۰۳ منتشر شد.

## بازیگران
- تاکشی کیتانو
- تادانابو آسانو
- یوئی ناتسوکاوا
- یوکو دایکه
- میچییو اوکوسو
- ایتوکو کیشیبه
- آکیرا اموتو